# جلال الدين الدواني
جلال الدين الدَّوَّاني .(830هـ - 918هـ = 1427 - 1512م) هو قاض، وفقيه شافعي، ومتكلم، ومفسر، وفيلسوف فارسي. شرح عدداً من الكتب المشهورة في الفلسفة والتصوف. ولد في دوان (من بلاد كازرون) وسكن شيراز، وولي قضاء فارس وتوفي بها وقد تجاوز عمره الثمانين ودفن قريباً من قرية دوان.

## مؤلفاته
له مصنفات كثيرة منها:
- شرح العقائد العضدية.
- شرح هياكل النور للسهروردي.
- حاشية على شرح آداب الفاضل للشرواني.
- حاشية على شرح القوشجي لتجريد الكلام.
- حاشية على تحرير القواعد المنطقية للقطب الرازي.
- و«رسالة في إثبات الواجب» تحتوي على مسائل من كل علم.[9]

وله رسائل بالفارسية ترجم بعضها إلى اللغة الإنجليزية.

## معرض الصور
- إجازة بخط يد الدواني لعفيف الدين عبد الرحمن